# Fladdermusflugor
Fladdermusflugor (Nycteribiidae) är en familj i insektsordningen tvåvingar som innehåller cirka 250 kända arter världen över. Till levnadssättet är de ektoparasiter på fladdermöss.

## Kännetecken
Fladdermusflugor är vinglösa och har vanligen ett något spindelliknande utseende. De är små flugor, med en kroppslängd på endast några millimeter. Benen är proportionellt sett långa och kraftiga, med förtjockade lår och skenben (femur och tibia). Det lilla täckta huvudet hålls vid vila tätt mot bröstkorgen (thorax). Ögonen är starkt tillbakabildade eller saknas. Med hjälp av sina klor, borst på kroppen och sin platta kroppsform får de ett gott fäste på värddjuret.

## Levnadssätt
Fladdermusflugor livnär sig genom att suga blod från sina värddjur. Det finns både arter som i hög grad är värdspecifika, det vill säga är specialiserade på en eller ett par fladdermusarter, och arter som har ett litet mer varierat urval av värddjur. Mer än en art av fladdermusflugor kan också förekomma på samma fladdermusart. Larven utvecklas inne i honans kropp och får näring genom utsöndringar från speciella körtlar som honan har för detta ändamål. När larven är redo att lämna honans kropp avsätter hon den på en plats lämplig för att larven skall kunna finna en ny värd, ofta på fladdermössens viloplats, efter vilket larven snabbt förpuppar sig.